# Jokkmokk (comune)
Jokkmokk è un comune svedese di 5 187 abitanti, situato nella contea di Norrbotten. Il suo capoluogo è la cittadina omonima. È il comune meno densamente popolato della Svezia dopo quello di Arjeplog. Al confine con la Norvegia si trova il lago Vuolep Sårjåsjávrre.

## Geografia antropica
Nel territorio comunale sono comprese le seguenti aree urbane (tätort):
| # | Località  | Popolazione |
| - | --------- | ----------- |
| 1 | Jokkmokk  | 2.976       |
| 2 | Vuollerim | 800         |
| 3 | Porjus    | 317         |